# 卡薩藍首魚
卡薩藍首魚（學名：Tropheus kasabae），為輻鰭魚綱鱸形目隆頭魚亞目慈鯛科的其中一種，分布於非洲坦干伊喀湖南部流域，體長可達11.1公分，棲息在岩石底質底層水域，生活習性不明，可作為觀賞魚。

## 擴展閱讀
維基物種上的相關：卡薩藍首魚